# Франсис Паше
Франсис Леополд Филип Паше (на френски: Francis Léopold Philippe Pasche) е френски психиатър и психоаналитик.

## Биография
Роден е на 17 май 1910 година в Париж, Франция, в семейството на майка – французойка и баща – швейцарец. Започва да учи фармацевтика и завършва през 1934 г. След това започва да изучава философия в Сорбоната, където негови ментори са Виктор Баш и Шарл Блондел. Тогава се заинтересува от психоанализа и започва да учи медицина, докато не избухва Втората световна война. Мобилизиран е като помощник фармацевт, впоследствие е арестуван в Жерармер и изпратен в лагера Сталаг II B.
Все пак като човек свързан със здравните услуги му е позволено да се върне във Франция на 28 януари 1941 г., където успява да довърши медицинското си образование през 1944. Дисертацията му е на тема „Психопатология на кошмара“ под ръководството на Жан Делай. През 1951 г. е признат за психиатър от Френската лекарска асоциация. През 1950 става пълноправен член на Парижкото психоаналитично общество и е анализиран от Джон Леуба. В периода 1960 – 1964 г. става и негов президент.
Умира на 12 септември 1996 година в Париж на 86-годишна възраст.